# Mutismo
Il mutismo è la condizione che non permette all'essere umano e animale di comunicare per mezzo della voce e della parola.
Spesso, ma non sempre, la condizione di difficoltà all'utilizzo della parola vocale, e non il mutismo, si associa alla sordità. Tale fenomeno viene erroneamente chiamato sordomutismo, che invece è la condizione di chi è contemporaneamente affetto da sordità e mutismo.
Nella maggior parte dei casi il mutismo è la conseguenza di traumi (che possono essere di qualsiasi tipo, ad esempio, ma non solo, per danni all'Area di Broca) contratti in età giovanile e adolescenziale e meno frequentemente in quella adulta.

## Mutismo "acquisito"
Il mutismo si può inoltre contrarre per il semplice fatto che una persona soprattutto taciturna e/o isolata si possa ridurre a parlare sempre meno, pur dipendendo dai casi riscontrati. Tale evenienza può accadere principalmente a soggetti già affetti da sordità, che, abituati a comunicare con la lingua dei segni perdono pian piano la parola, oppure a soggetti molto giovani che non parlando perdono la capacità di riprodurre i suoni, il che porta in entrambi i casi all'incapacità di produrre suoni completi che si riducono a gutturali e perciò praticamente incomprensibili.

## Mutismo psicogeno
Il mutismo psicogeno si manifesta in assenza di discorsi reciproci e spontanei con un'abilità sicura di parlare e comprendere il discorso rivolto al paziente. Questa sindrome può essere osservata nel quadro dei disturbi di conversione. Un'altra forma di mutismo nevrotico nei bambini è un mutismo elettivo (selettivo, emergente quando si comunica con una sola persona).

## Mutismo selettivo
Il mutismo selettivo è un disturbo d'ansia dell'infanzia, della fanciullezza e dell'adolescenza riconosciuto dal DSM-IV (quarta versione del Diagnostic and Statistical Manual of Mental Disorders) e caratterizzato da una persistente incapacità di parlare in certi contesti (per esempio all'asilo o a scuola) nonostante la capacità di parlare in altri contesti sia preservata (per esempio a casa con i genitori). In alcuni casi più gravi il mutismo persiste anche nell'ambiente familiare anche se questi casi sono rari.

Esistono molti centri di diagnosi. Colpisce maggiormente le bambine e si manifesta in genere al momento dell'ingresso alla scuola dell'infanzia o a quella primaria.